# Build a Nation
Albums de Bad Brains
I And I Survived
(2002)
Build a Nation est le 8e album des Bad Brains, l'album célèbre les 30 ans du groupe et est produit par Adam Yauch des Beastie Boys.

## Liste des titres
| No  | Titre                                 | Durée |
| --- | ------------------------------------- | ----- |
| 1.  | Give Thanks and Praises               |       |
| 2.  | Jah People Make the World Go Round    |       |
| 3.  | Pure Love                             |       |
| 4.  | Natty Dreadlocks 'pon the Mountaintop |       |
| 5.  | Build A Nation                        |       |
| 6.  | Expand Your Soul                      |       |
| 7.  | Jah Love                              |       |
| 8.  | Let There Be Angels (Just Like You)   |       |
| 9.  | Universal Peace                       |       |
| 10. | Roll On                               |       |
| 11. | Until Kingdom Comes                   |       |
| 12. | In the Beginning                      |       |
| 13. | Send You No More Flowers              |       |
| 14. | Peace Be Unto Thee                    |       |